# 山田茉美
山田 茉美（やまだ まみ、1988年4月13日 - ）は埼玉県出身の女子バスケットボール選手である。デンソーアイリス所属。ポジションはパワーフォワード。

## 人物
東京成徳大学高校から日立ハイテクに入社。2009年のウィリアム・ジョーンズカップ日本代表に追加招集。
2016年、デンソーアイリスに移籍。

## 経歴
- 東京成徳大学高 - 日立ハイテク（2007年〜2016年） - デンソーアイリス（2016年～）

## 参照
1. ↑  “移籍選手のご紹介（2016.5.1）”.   デンソーアイリス. 2016年5月1日閲覧。